# Sommerkahl
Sommerkahl – miejscowość i gmina w Niemczech, w kraju związkowym Bawaria, w rejencji Dolna Frankonia, w regionie Bayerischer Untermain, w powiecie Aschaffenburg, wchodzi w skład wspólnoty administracyjnej Schöllkrippen. Leży około 10 km na północny zachód od Aschaffenburga, nad rzeką Kahl.

## Dzielnice
W skład gminy wchodzą dwie dzielnice: Sommerkahl i Vormwald.

## Polityka
Wójtem jest Arnold Markert z CSU. Rada gminy składa się z 13 członków:
|      | CSU | SPD | Wolna Grupa Wyborców | Razem     |
| 2002 | 6   | 4   | 3                    | 13 miejsc |